# Ритм 0
Ритм 0 (англ. Rhythm 0) — шестигодинний перформанс сербської художниці Марини Абрамович в студії Morra, Неаполь, 1974-го року.
Робота полягала в тому, що Абрамович стояла нерухомо (як «об'єкт»), в той час як глядачам пропонувалося робити з нею все, що вони забажають, використовуючи один із 72 предметів, які вона поставила на стіл. Серед них були: троянда, перо, парфуми, мед, хліб, виноград, вино, ножиці, скальпель, цвяхи, металевий прут і пістолет, заряджений однією кулею[неавторитетне джерело]. Протягом шести годин публіка могла діяти на свій розсуд, в тому числі маніпулюючи тілом і рухами мисткині[неавторитетне джерело].
Окремих етапів не було. Абрамович і гості стояли в одному місці, даючи зрозуміти, що останні були частиною роботи. Мета Ритму 0, за її словами, полягала в тому, щоб з'ясувати, як далеко зайде публіка: «Що таке публіка і що вона збирається робити в такій ситуації?».

## Події
Інструкції, що лежали на столі, поруч із нею:
Інструкції.

На столі є 72 предмети, які можна використовувати на мені за бажанням.
Я — об'єкт.
У цей період я беру на себе повну відповідальність.

Тривалість: 6 годин (20:00 — 2:00 ночі).
Абрамович сказала, що робота «довела її тіло до межі».
Спочатку глядачі поводилися скромно й обережно, пропонуючи їй троянду або поцілунок. Але через деякий час учасники стали агресивнішими. Присутній при цьому художній критик Томас Мак-Евиллі. писав:
Все почалося покірно. Хтось розгорнув її. Хтось підняв руки вгору. Хтось торкнувся її досить інтимно. Неаполітанська ніч почала загострюватися. На третю годину з неї зрізали бритвеними лезами весь одяг. На четвертий год ті ж самі леза почали досліджувати її шкіру. Її горло було перерізане щоб хто-небудь міг висмоктати її кров. На її тілі були здійснені різні дрібні сексуальні посягання. Вона була настільки віддана цьому, що не стала противитися проти зґвалтування або вбивства. Зіткнувшись з її зреченням від волі, з її мається на увазі крахом людської психології, захисна група почала визначати себе в авдиторії. Коли Марину приставили до голови заряджений пістолет і її власний палець ліг на спусковий гачок, між глядачами спалахнула бійка.
Як пізніше описала це Абрамович:
Отриманий мною досвід говорить про те, що якщо залишати рішення за публікою, тебе можуть убити. <…> Я відчувала реальне насильство: вони різали мій одяг, встромляли шипи троянди в живіт, один узяв пістолет і прицілився мені в голову, але інший забрав зброю. Запанувала атмосфера агресії. Через шість годин, як і планувалося, я встала і пішла у напрямку до публіки. Всі кинулися геть, рятуючись від реального протистояння.